# Schloss Walburg (Sint-Niklaas)

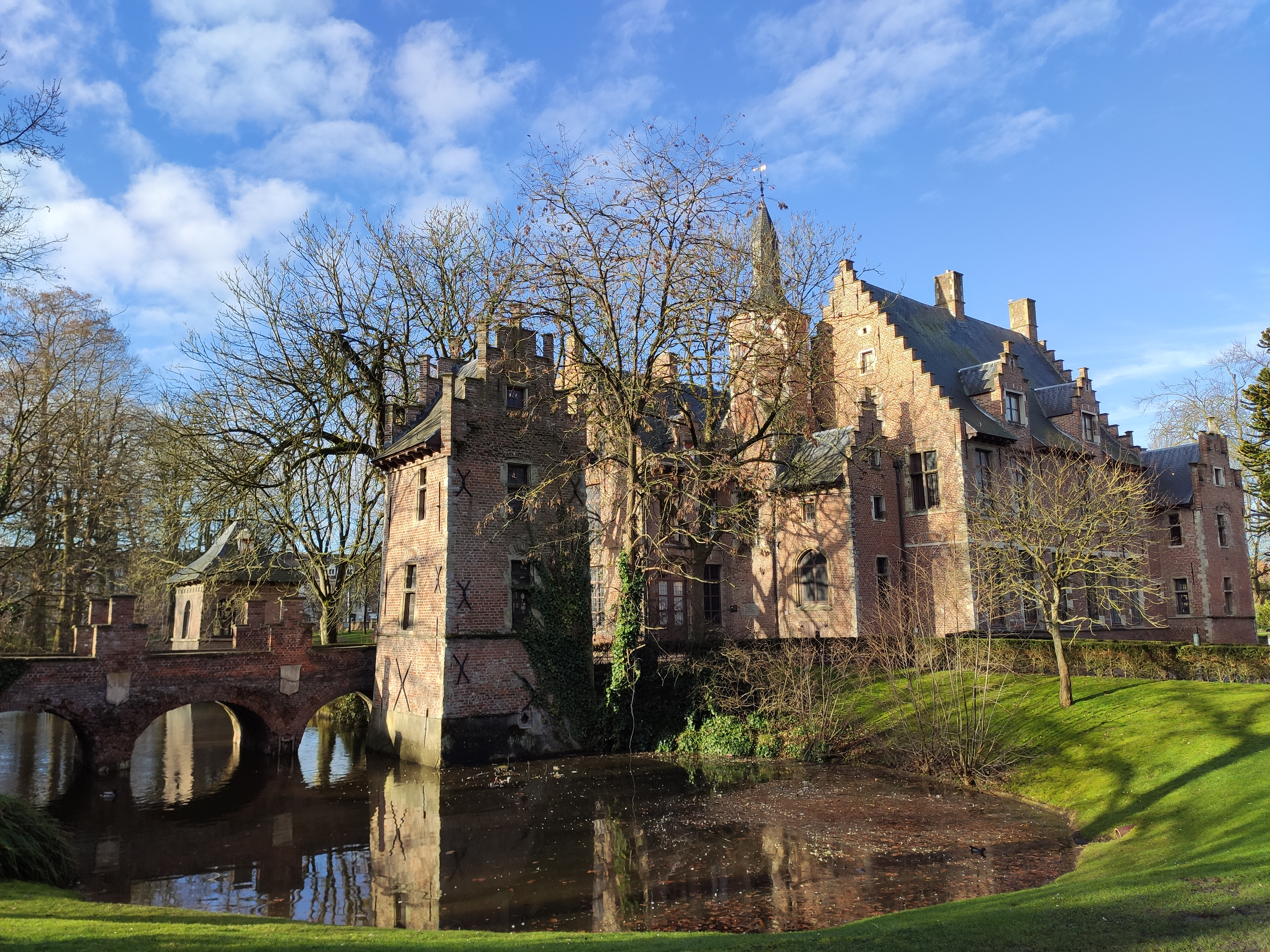
Schloss Walburg

Schloss Walburg (niederländisch Kasteel Walburg) ist ein Schloss in der ostflämischen Stadt Sint-Niklaas. 

## Beschreibung
Das in einem etwa 7 ha großen Park gelegene Wasserschloss besteht neben dem Schloss aus einer Terrasse mit Pavillons und einem Taubenturm. Ferner gibt es noch ein Hausmeisterhaus abseits des Schlosses. Die Burg, im traditionellen Stil aus Ziegelstein und Sandstein errichtet, besteht aus zwei unterschiedlich langen Längsflügeln mit steilem, schiefergedecktem Satteldach und Treppengiebeln. Rechts an den Nordflügel schließt sich ein aus der Fassadenlinie hervortretender, annähernd quadratischer Wohnturm an, der in Volumen und Blickrichtung dem freistehenden Taubenturm links des Schlosses ähnelt. Vor der Südfassade befindet sich die großzügige Terrasse mit zwei Pavillons. Der Taubenturm, versehen mit einer Vielzahl von Mauerankern in Form eines Andreaskreuzes, ragt mit seiner Gründung in den wassergefüllten Burggraben hinein. Neben diesem Turm befindet sich eine steinerne, gepflasterte Brücke auf drei Rundbögen, die auf der Burgseite mit einem gusseisernen Zaun auf gemauerten Pfeilern mit Sandstein-Deckplatte abschließt.

## Geschichte
Der Bau des Schlosses geht auf das 16. Jahrhundert zurück. Ritter Willem van Waelwijck erhielt im Jahr 1550 von Karl V. die Erlaubnis, verschiedene Herrschaften zu einem Lehen zu vereinigen. Eine dieser Herrschaften verfügte bereits über ein ummauertes Haus, welches Van Waelwijck bis 1553 abreißen und durch das heute bestehende ersetzen ließ. Das Gebäude befindet sich in fußläufiger Entfernung zum Marktplatz.
Der Name geht auf die Frau Van Waelwijcks, Walburgis, zurück. Die Domäne bestand zunächst aus einem Obstgarten, einem Garten und zwei Landstraßen. Durch Erbschaften und Verkäufe wurde das Schloss im Jahr 1618 in eine Brauerei umgewandelt. Im 19. Jahrhundert gelangte das Schloss in den Besitz der Familie Van Naemen-Boeye und wurde renoviert. Darüber hinaus wurde der Park in einen englischen Garten umgewandelt.
1949 wurde der Park mitsamt dem Schloss von der Stadt enteignet. Nach Abschluss der Bauarbeiten für eine Verbindungsstraße vom Stadtzentrum zur Autobahn 14 im Jahr 1952 wurde der Park der Öffentlichkeit zugänglich gemacht. Nach dem Tod von Bürgermeister Romain De Vidts wurde der Park in Romain De Vidtspark umbenannt.
1975 wurden Schloss und Park unter Denkmalschutz gestellt.